# Akane Banashi
Akane Banashi (あかね噺? lett. "La storia di Akane") è un manga scritto da Yuki Suenaga e disegnato da Takamasa Moue. La serie segue l'adolescente Akane Osaki mentre punta a raggiungere il più alto grado nel rakugo, in parte per vendicare il padre, espulso dalla professione sei anni prima. Il rakugo della serie è supervisionato dal rakugoka professionista Keiki Hayashiya. Akane Banashi viene serializzato dal 14 febbraio 2022 sulla rivista per manga shōnen Weekly Shōnen Jump di Shūeisha, mentre i capitoli vengono raccolti in volumi tankōbon a partire dal 3 giugno 2022. Un adattamento anime prodotto da Zexcs è previsto per il 2026.
La serie ha ricevuto un'accoglienza positiva da parte dei critici ed è stato nominato per vari premi.

## Trama
Fin da piccola, Akane ha ammirato suo padre e il suo rakugo, una forma tradizionale di narrazione giapponese in cui un solo interprete, chiamato rakugoka, rappresenta una storia lunga, complicata e di solito divertente che coinvolge più personaggi, che si distinguono per i cambiamenti di intonazione, di tono, per i leggeri giri della testa e per i movimenti delle mani, il tutto stando seduti sul posto. Quando Akane frequentava le scuole elementari, suo padre e tutti gli altri candidati furono espulsi dalla scuola Arakawa durante il test di promozione per ottenere il terzo e più alto grado di shin'uchi del rakugo. Sei anno dopo, Akane, che aveva ricevuto segretamente lezioni dall'ex maestro di suo padre, si propone di diventare una shin'uchi della scuola Arakawa per vendicare suo padre e dimostrare che il rakugo è una professione legittima.

## Personaggi
Akane Osaki (桜咲朱音?, Osaki Akane) / Akane Arakawa (阿良川朱音?, Arakawa Akane)
Doppiata da: Akane Yamaguchi (voice comic), Anna Nagase (anime)
Una liceale di 17 anni con una passione per il rakugo sviluppata osservando il padre Tohru (徹?), un ex rakugoka noto come "Shinta Arakawa" (阿良川志ん太?, Arakawa Shinta). Da bambina si arrabbiava ogni volta che un compagno di classe o i loro genitori guardavano dall'alto in basso suo padre per la carriera che aveva scelto, e odiava il fatto che fosse stato costretto a rinunciare al suo sogno e a trovare un "vero lavoro". Akane diventerà un'apprendista rakugoka, a partire dal primo grado conosciuto come zenza, sotto la guida di Shiguma Arakawa dopo il diploma di scuola superiore.
Shiguma Arakawa (阿良川志ぐま?, Arakawa Shiguma)
Doppiato da: Takuya Saito
Il maestro numero due della scuola Arakawa, specializzato in storie sentimentali dello stile ninjo-banashi, che ha insegnato al padre di Akane. Dopo l'espulsione di Shinta, Shiguma si è sentito inadatto ad accogliere altri allievi. Ma negli ultimi sei anni ha insegnato segretamente il rakugo ad Akane e accetta di assumerla formalmente come allieva dopo il suo diploma insolitamente tardivo.
Guriko Arakawa (阿良םぐりこ?, Arakawa Guriko)
Doppiato da: Masayuki Suzuki
Il nuovo allievo del maestro Shiguma, che si è unito a lui poco prima che Shinta venisse espulso e che ha da poco raggiunto il secondo grado di futatsume del rakugo.
Kyoji Arakawa (阿良川享二?, Arakawa Kyōji)
Un futatsume di 28 anni al nono anno di rakugo sotto la guida del maestro Shiguma. Da quando Shinta è stato espulso, Kyoji è il disciplinatore che tiene in riga gli altri allievi. La sua serietà rende ancora più divertenti i battibecchi nel suo rakugo. È un tipo tranquillo e si ubriaca dopo un solo sorso di alcol. Si offre di prendere Akane sotto la sua ala.
Koguma Arakawa (阿良םこぐま?, Arakawa Koguma)
Un futatsume di 29 anni che frequenta l'11º anno di rakugo sotto la guida del maestro Shiguma. Si è laureato all'Università di Tokyo ed è il miglior terakoya della scuola Shiguma; maestro di antichi insegnamenti letterari. Ricerca meticolosamente ogni storia di rakugo che interpreta, comprese le usanze quotidiane del periodo da cui proviene, e si trasforma in una persona completamente diversa sul palco per quanto riguarda il suo aspetto e il suo comportamento.
Maikeru Arakawa (阿良םまいける?, Arakawa Maikeru)
Un futatsume e l'allievo più anziano del maestro Shiguma. Si considera un donnaiolo.
Issho Arakawa (阿良川一生?, Arakawa Issho)
Doppiato da: Yuki Tamai
Il maestro numero uno della scuola Arakawa, considerato uno dei più grandi rakugoka della sua generazione. Sei anni fa, fu il giudice capo che espulse il padre di Akane e gli altri aspiranti shin'uchi.
Kaisei Arakawa (阿良川魁生?, Arakawa Kaisei)
Un odioso futatsume sotto il maestro Issho. Ha raggiunto questo grado a 19 anni, dopo soli due anni di apprendistato. È particolarmente abile nel ritrarre personaggi seducenti, il che fa risaltare ancora di più quelli sciocchi.

## Produzione
L'autore Yuki Suenaga ha dichiarato che Akane Banashi ha avuto origine da Akane, un personaggio da lui creato ma di cui non sapeva cosa fare. Appassionato di manzai e conte, era interessato al rakugo, ma lo riteneva troppo difficile da praticare. Sospettando che ci fossero molte persone che la pensavano allo stesso modo e che sarebbe stato inaspettato vederlo farlo fare a un personaggio, decise di far praticare il rakugo ad Akane. Suenaga ha dichiarato che, essendo nuovo al rakugo, è in grado di prevedere le cose che i lettori potrebbero non sapere e di rappresentarle nel manga in modo comprensibile. La serializzazione di Akane Banashi è stata proposta nell'autunno del 2021. Con l'aiuto del rakugoka Keiki Hayashiya, che supervisiona i rakugo nel manga, Suenaga ha intervistato più di 20 rakugoka, tra cui Momoka Chokaroh e Miyaji Katsura.
Il disegnatore Takamasa Moue ha dichiarato che quando ha sentito parlare per la prima volta della serie l'ha trovata interessante, ma si è chiesto se i lettori di Weekly Shōnen Jump sarebbero stati interessati o meno al rakugo. Rendendosi conto che era suo compito farli interessare, ha detto di aver cercato di coinvolgere emotivamente i lettori nei personaggi e di aver allargato il campo d'azione per attirare coloro che non hanno familiarità con il rakugo. Avendo avuto in precedenza solo un interesse passeggero per il rakugo, Moue ha sostenuto di essersi divertito a fare ricerche per Akane Banashi. Per disegnare le scene di rakugo nel manga, Moue ascolta una rappresentazione della relativa storia e pensa a come trasmettere la velocità e l'intonazione.
L'editorialista di Shūkan Gendai Kenichiro Horii ha scritto che la scuola Arakawa di Akane Banashi è chiaramente basata sulla scuola di rakugo Tatekawa, il cui maestro, Danshi Tatekawa VII, espulse un gruppo di zenza nel 2002, dopo aver ritenuto che non si stessero impegnando abbastanza per raggiungere il futatsume. Sebbene anche Kazuhiro Ito di Good Life with Books abbia notato le somiglianze, ha riferito che Suenaga ha dichiarato che Issho Arakawa era invece basato su Enshō Sanyūtei VI. Horri ha anche sottolineato che il Rakugo Cafe visto nella serie è ispirato a una caffetteria reale con un nome simile situata a Jinbōchō (Tokyo). Secondo Hayashiya, i teatri Yasaka-tei e Edobashi-tei del manga sono stati ispirati rispettivamente sul Suehiro-tei di Shinjuku e sull'Oedo Nihonbashi-tei di Nihonbashi. Per il frontespizio colorato del capitolo 29, Moue si è ispirato al film Breakfast Club. Il Festival Shikisai visto nel manga si basa sul Festival Sharakusai dell'Associazione Rakugo. La storia "Giboshi" che viene rappresentata nel capitolo 87 è una storia di rakugo poco conosciuta che è stata ripresa da Kyotaro Yanagiya. Suenaga ha dichiarato di aver ricevuto il permesso di utilizzarla in Akane Banashi.

## Media

### Manga
Il manga, scritto da Yuki Suenaga e disegnato da Takamasa Moue, viene serializzato dal 14 febbraio 2022 sulla rivista per manga shōnen Weekly Shōnen Jump di Shūeisha. Il rakugo della serie è supervisionato dal rakugoka professionista Keiki Hayashiya. I capitoli vengono raccolti in volumi tankōbon a partire dal 3 giugno 2022. Al 4 giugno 2025 i volumi totali ammontano a 17.
Sia Shūeisha che Viz Media hanno iniziato a pubblicare la serie in inglese in digitale lo stesso giorno dell'esordio in Giappone, la prima sul sito e sull'applicazione Manga Plus. Viz Media ha iniziato a pubblicare il manga in formato cartaceo nell'estate 2023.
La serie è distribuita anche in Francia da Ki-oon.
In Italia la serie è stata annunciata durante il Napoli Comicon 2023 da Edizioni BD che lo pubblica sotto l'etichetta J-Pop a partire dal 18 ottobre 2023.

#### Volumi
| 1  | 3 giugno 2022 | ISBN 978-4-08-883150-3 | 18 ottobre 2023  | ISBN 978-88-349-1257-7 |
| 1  | Capitoli - 1. Quel giorno (あの日?, Ano hi) - 2. Sei anni (6年?, 6-nen) - 3. La prima volta sul palco (初高座?, Hatsu kōza) - 4. Chi sei (何者?, Nanimono) - 5. Agire secondo le procedure (通すべき筋?, Tōsubeki suji) - 6. Gli allievi più grandi (兄弟子達?, Anideshitachi) - 7. Kibataraki (気働き?, Kibataraki) |                        |                  |                        |
| 2  | 4 agosto 2022 | ISBN 978-4-08-883193-0 | 15 novembre 2023 | ISBN 978-88-349-1294-2 |
| 2  | Capitoli - 8. Come rendere felici (喜んでもらう為に?, Yorokonde morau tame ni) - 9. Oltre la soddisfazione (喜びの先?, Yorokobi no saki) - 10. Schiena (背中?, Senaka) - 11. Affrettato (短絡的?, Tanraku teki) - 12. La sognatrice (夢見るあの子?, Yumemiro ano ko) - 13. Obiettivi e condizioni (目的と条件?, Mokuteki to jōken) - 14. Il tipo che se le lega al dito (根に持つタイプ?, Nenimotsu Taipu) - 15. Il rakugo di Koguma (こぐまの落語?, Koguma no rakugo) - 16. Si alza il sipario sulla coppa Karaku (可楽杯開幕?, Karaku hai kaimaku)                          |                        |                  |                        |
| 3  | 4 ottobre 2022 | ISBN 978-4-08-883260-9 | 13 dicembre 2023 | ISBN 978-88-349-1337-6 |
| 3  | Capitoli - 17. Eliminatorie della coppa Karaku (可楽杯予選?, Karaku hai yosen) - 18. Statti zitta! (せからしか?, Sekarashika) - 19. Selezioni finali della coppa Karaku (可楽杯本選?, Karaku hai honsen) - 20. BM (BM?) - 21. Il rakugo di Hikaru (ひかるの落語?, Hikaru no rakugo) - 22. In qualità di artista (表現者として?, Hyōgensha toshite) - 23. Bonaccia (凪?, Nagi) - 24. Longevità e felicità infinite (寿限り無し?, Kotobuki kagiri nashi) - 25. Il palco che sparisce (消える高座?, Kieru kōza)                                                                  |                        |                  |                        |
| 4  | 2 dicembre 2022 | ISBN 978-4-08-883419-1 | 28 febbraio 2024 | ISBN 978-88-349-2412-9 |
| 4  | Capitoli - 26. Non dovresti essere qui (来ていい場所?, Kite ii basho) - 27. La conversazione (座談会?, Zadankai) - 28. Meno male (よかった?, Yokatta) - 29. Un mondo splendido (素敵な世界?, Suteki na sekai) - 30. Prima di essere un rakugoka (落語家である前に?, Rakugoka de aru mae ni) - 31. Si alza il sipario sull'addestramento da zenza (前座修行開幕?, Zenza shugyō kaimaku) - 32. Lo Yasaka-tei (弥栄亭?, Yasaka-tei) - 33. Un luogo in cui farsi le ossa (修練の場?, Shūren no ba) - 34. Tendere le orecchie (捨て耳?, Sute mimi)                                 |                        |                  |                        |
| 5  | 3 marzo 2023 | ISBN 978-4-08-883427-6 | 17 aprile 2024   | ISBN 978-88-349-2530-0 |
| 5  | Capitoli - 35. L'apertura (開口一番?, Kaikōichiban) - 36. Lo spazio di un ventaglio (扇子一本分?, Sensu ippon-bun) - 37. Rakugo Quest (落語クエスト?, Rakugo Kuesuto) - 38. Galateo ed etichetta (礼儀と作法?, Reigi to sahō) - 39. L'artista di richiamo (大看板?, Ōkanban) - 40. Alle spalle di una grande figura (傑物の背?, Ketsubutsu no se) - 41. Sharaku, colui che non tramanda (師資不承のしゃ楽?, Shishibushō no Sharaku) - 42. Valutazione (値踏み?, Nebumi) - 43. Bambino prodigio (麒麟児?, Kirinji)                                                             |                        |                  |                        |
| 6  | 2 giugno 2023 | ISBN 978-4-08-883492-4 | 19 giugno 2024   | ISBN 978-88-349-2676-5 |
| 6  | Capitoli - 44. La prima lezione da esterna (初めての出稽古?, Hajimete no degeiko) - 45. I due step (二つの手順?, Futatsu no Suteppu) - 46. L'appuntamento (デート?, Dēto) - 47. Servire il tè 1 (お茶汲み?, Ochakumi) - 48. Servire il tè 2 (お茶汲み ②?, Ochakumi 2) - 49. Servire il tè 3 (お茶汲み ③?, Ochakumi 3) - 50. Il desiderio di un maestro (師匠の望み?, Shishō no nozomi) - 51. Kingyowari (金魚割り?, Kingyowari) - 52. La personificazione (体現者?, Taigensha) - 53. Una notizia interessante (おもしろい報せ?, Omoshiroi shirase)                            |                        |                  |                        |
| 7  | 4 agosto 2023 | ISBN 978-4-08-883592-1 | 28 agosto 2024   | ISBN 978-88-349-2728-1 |
| 7  | Capitoli - 54. L'evento per gli Zenza (前座錬成会?, Zenza renseikai) - 55. L'atmosfera all'evento per gli Zenza (錬成会の空気?, Renseikai no kūki) - 56. C'è lei (彼女がいる?, Kanojo ga iru) - 57. La febbre dei rakugo (落語の沼?, Rakugo no numa) - 58. L'ossatura dell'arte (芸の骨格?, Gei no kokkaku) - 59. Tre scelte difficili (難しい三択?, Muzukashī santaku) - 60. Un solo lato (たった一面?, Tatta ichimen) - 61. Macchina del tempo (タイムマシン?, Taimu Mashin) - 62. Criteri di selezioni (審査基準?, Shinsa kijun)                                           |                        |                  |                        |
| 8  | 4 ottobre 2023 | ISBN 978-4-08-883691-1 | 23 ottobre 2024  | ISBN 978-88-349-2954-4 |
| 8  | Capitoli - 63. Pessima compatibilità (相性最悪?, Aishō saiaku) - 64. Insulso (くだらんね?, Kudaran ne) - 65. Al primo posto (一番は?, Ichiban wa) - 66. Vogliamo dimenticarcene? (忘れようか?, Wasureyou ka) - 67. Come quel giorno (あの日のまま?, Ano ni no mama) - 68. Desideri troppi intensi (強すぎる思い?, Tsuyo sugiru omoi) - 69. La magia di papà (おっ父の魔法?, Otchichi no mahō) - 70. Il rakugoka Shinta Arakawa (落語家 阿良川志ん太?, Rakugoka Arakawa Shinta) - 71. Risoluzione (解像度?, Kaizōdo)                                                           |                        |                  |                        |
| 9  | 4 dicembre 2023 | ISBN 978-4-08-883791-8 | 31 dicembre 2024 | ISBN 978-88-349-3081-6 |
| 9  | Capitoli - 72. Punto di svolta (替り目?, Kawari-me) - 73. La vittoria va a... (勝者は?, Shōsha wa) - 74. Il festival Shikisai 1 (志喜彩祭?, Shikisai saisai) - 75. Il festival Shikisai 2 (志喜彩祭 ②?, Shikisai saisai 2) - 76. Il festival Shikisai 3 (志喜彩祭 ③?, Shikisai saisai 3) - 77. Ardo di entusiasmo (燃えてますよ?, Moetemasu yo) - 78. L'uomo superficiale (軽薄な男?, Keihakuna otoko) - 79. L'uomo che dà indicazioni (標に成り得る男?, Hyō ni nariuru otoko) - 80. Chocho Konjakutei, la star di punta (大看板・今昔亭ちょう朝?, Ōkanban Konjakutei Chōcho) |                        |                  |                        |
| 10 | 4 marzo 2024 | ISBN 978-4-08-883822-9 | 19 febbraio 2025 | ISBN 978-88-349-3208-7 |
| 10 | Capitoli - 81. Chocho Konjakutei, la star di punta 2 (大看板・今昔亭ちょう朝 ②?, Ōkanban Konjakutei Chōcho 2) - 82. Lo stile del "sole" (“陽”の芸?, "Yō" no gei) - 83. Chohan (丁半博打?, Chō-han bakuchi) - 84. Posizione attuale (現在地?, Genzaichi) - 85. Il mio piano geniale (私の秘策?, Watashi no hisaku) - 86. L'evento dei nuovi stili (新風会?, Shinpū-kai) - 87. Validazione esterna (外付けの自信?, Sototsuke no jishin) - 88. Per chi mi hai preso?! (舐めやがって?, Nameya gatte) - 89. Il racconto del tanuki (狸の噺?, Tanuki no hanashi)                    |                        |                  |                        |
| 11 | 2 maggio 2024 | ISBN 978-4-08-884023-9 | 23 aprile 2025   | ISBN 978-88-349-3309-1 |
| 11 | Capitoli - 90. Un gran bel vento (この風は心地いい?, Kono kaze wa kokochi ī) - 91. Avrei un impegno (用事があるんで?, Yōjigārunde) - 92. La specialità (十八番?, Ohako) - 93. A parole mie (私の言葉?, Watashi no kotoba) - 94. Caso mediatico (事件だよ?, Jikenda yo) - 95. Da quanto tempo (久しぶり?, Hisashiburi) - 96. È solo rakugo (たかが落語だ?, Takaga rakugo da) - 97. Commovente (微笑ましい?, Hohoemashī) - 98. Arte e nin (芸と仁?, Gei to nin) |                        |                  |                        |
| 12 | 4 luglio 2024 | ISBN 978-4-08-884114-4 | 25 giugno 2025   | ISBN 978-88-349-3518-7 |
| 12 | Capitoli - 99. L'altro effetto (もう一つの効果?, Mōhitotsu no kōka) - 100. Il rakugo-verso (落語ヴァース?, Rakugovāsu) - 101. Appunto (だからだよ?, Dakarada yo) - 102. Il furioso (怒髪天?, Dohatten) - 103. Tensione e distensione (緊緩?, Kinkan) - 104. La promessa di quel giorno (あの日の約束?, Ano hi no yakusoku) - 105. Non mettere bocca (口出し無用?, Kuchidashi muyō) - 106. La star di oggi (今日の主役?, Kyō no shuyaku) - 107. Nome vecchio (昔の名?, Mukashi no na)                                                                                          |                        |                  |                        |
| 13 | 4 settembre 2024 | ISBN 978-4-08-884165-6 | 27 agosto 2025   | ISBN 978-88-349-3573-6 |
| 13 | Capitoli - 108. (我慢?, Gaman) - 109. (範?, Han) - 110. (一番弟子?, Ichiban deshi) - 111. (軽過ぎる?, Karusugiru) - 112. (ジリ貧?, Jirihin) - 113. (本来の姿?, Honrai no sugata) - 114. (陰陽?, Inyō) - 115. (ケジメ?, Kejime) - 116. (審査結果?, Shinsa kekka) |                        |                  |                        |
| 14 | 1º novembre 2024 | ISBN 978-4-08-884284-4 | ottobre 2025     | ISBN 978-88-349-3674-0 |
| 14 | Capitoli - 117. (様になったな?, Sama ni natta na) - 118. (任せたぞ?, Makasetazo) - 119. (一端の落語家?, Ippashi no rakugoka) - 120. (歩む道?, Ayumu michi) - 121. (師匠のおかげ?, Shishō no okage) - 122. (志ぐま一門らしさ?, Shiguma ichimon rashisa) - 123. (志ぐまの高座?, Shiguma no kōza) - 124. (想像の余地?, Sōzō no yochi) - 125. (❝引き算❞の芸?, ❝Hikizan❝ no gei) |                        |                  |                        |
| 15 | 4 febbraio 2025 | ISBN 978-4-08-884431-2 | —                | —                      |
| 15 | Capitoli - 126. (打ち上げ?, Uchiage) - 127. (ムチャブリ?, Muchaburi) - 128. (いよいよ?, Iyoiyo) - 129. (落語ですか??, Rakugo desu ka?) - 130. (ぐちゃぐちゃ?, Guchagucha) - 131. (解体?, Kaitai) - 132. (思い出す?, Omoidasu) - 133. (明日がある?, Ashitagāru) - 134. (何でもある?, Nani demo aru) |                        |                  |                        |
| 16 | 4 aprile 2025 | ISBN 978-4-08-884449-7 | —                | —                      |
| 16 | Capitoli - 135. (弟子入り?, Deshiiri) - 136. (死んでない?, Shin denai) - 137. (しゃあねえか?, Sha anē ka) - 138. (晴れ舞台?, Hare butai) - 139. (旗上げ?, Hata age) - 140. (強か?, Shitataka) - 141. (前座修業閉幕?, Zenza shūgyō heimaku) |                        |                  |                        |
| 17 | 4 giugno 2025 | ISBN 978-4-08-884559-3 | —                | —                      |
| 17 | Capitoli - 142. (新たな歩み?, Aratana ayumi) - 143. (こわいこわい?, Kowai kowai) - 144. (在る?, Aru) - 145. (見てなよ?, Mite na yo) - 146. (帰ってきた?, Kaettekita) - 147. (最強かもよ?, Saikyō kamo yo) - 148. (二ツ目編 開演?, Futatsume-hen kaien) - 149. (解く?, Hodoku) - 150. (お門違い?, Okadochigai) |                        |                  |                        |
| 18 | 4 settembre 2025 | ISBN 978-4-08-884650-7 | —                | —                      |

#### Capitoli non ancora in formatotankōbon
Questa lista è suscettibile di variazioni e potrebbe essere incompleta o non aggiornata.

- 151.  (決めごと?, Kimegoto)
- 152.  (彼の真意?, Kare no shin'i)
- 153.  (損なう?, Sokonau)
- 154.  (燃えん?, Moen)
- 155.  (はぁ?, Hā)
- 156.  (頭抜けてる?, Zunuke teru)
- 157.  (口だけ?, Kuchidake)
- 158.  (取りにいく?, Tori ni iku)
- 159.  (伸びたね?, Nobita ne)
- 160.  (彼女もいる?, Kanojo mo iru)
- 161.  (勝っちまうんじゃ?, Katchimau n ja)
- 162.  (こんなもんじゃないだろ?, Kon'na mon janai daro)
- 163.  (本選?, Honsen)
- 164.  (誰が見ても明らか?, Dare ga mite mo akiraka)
- 165.  (思っていたより?, Omotte ita yori)
- 166.  (煌かせる?, Kirameka seru)
- 167.  (差し出す覚悟?, Sashidasu kakugo)
- 168.  (私は強くなった?, Watashi wa tsuyoku natta)
- 169.  (偽りの古典?, Itsuwari no koten)
- 170.  (三明亭の型?, Sanmeitei no kata)

### Anime
Un adattamento animato è stato annunciato il 4 agosto 2025. La serie sarà prodotta dallo studio Zexcs e verrà trasmessa nel 2026 nel blocco di programmazione IMAnimation su TV Asahi e le sue affiliate. L'anime è diretto da Ayumu Watanabe, con la sceneggiatura scritta da Michihiro Tsuchiya, il character design curato da Kii Tanaka, che sarà anche direttore capo dell'animazione, e la colonna sonora composta da Akio Izutsu. 

### Altri media
Il primo capitolo di Akane Banashi ha ricevuto un adattamento in motion comic, in cui i doppiatori, la musica e gli effetti sonori vengono ascoltati mentre le immagini del manga appaiono sullo schermo. È stato caricato sul canale ufficiale YouTube di Jump Comics in due parti il 4 e 5 giugno 2022. Akane e suo padre sono doppiati rispettivamente da Akane e Kappei Yamaguchi. Oltre a essere effettivamente figlia e padre, gli Yamaguchi sono anche entrambi rakugoka.

## Accoglienza
Nel settembre 2022, i volumi raccolti di Akane Banashi avevano superato le 200 000 copie in circolazione e il primo volume era stato ristampato quattro volte. Con l'uscita del volume 10 nel marzo 2024, il manga aveva raggiunto 1,5 milioni di copie in circolazione. La serie è stata consigliata da Eiichiro Oda e Hideaki Anno. È stata nominata per il Next Manga Award 2022 nella categoria dei manga cartacei e si è classificata terza su 50 candidati. La serie si è classificata al quarto posto nell'edizione 2023 della guida Kono manga ga sugoi! di Takarajimasha dei migliori manga per lettori di sesso maschile. Si è classificata al terzo posto nella Nationwide Bookstore Employees Recommended Comics del 2023. Akane Banashi si è classificata al secondo posto nel 16° Manga Taishō, perdendo contro Kore kaite shine per due punti. È stato anche nominato per il 47º Premio Kōdansha per i manga nella categoria manga shōnen nel 2023. La New York Public Library ha incluso Akane Banashi nella sua lista dei migliori libri per adolescenti del 2023. Richard Eisenbeis di Anime News Network lo ha scelto come miglior nuovo manga del 2023, mentre Brigid Alverson di School Library Journal lo ha incluso tra i 10 migliori manga del 2023. La Young Adult Library Services Association ha incluso il primo volume di Akane Banashi nella sua lista 2024 di Great Graphic Novels for Teens. La traduzione in inglese di Stephen Paul della serie per Viz Media è stata nominata come miglior traduzione all'edizione inaugurale degli American Manga Awards, co-organizzata da Anime NYC e Japan Society.
Steven Blackburn di Screen Rant ha elogiato il primo capitolo di Akane Banashi. Ha scritto che l'improvviso passaggio dei protagonisti da Shinta, "un eroe stereotipato che incarna tutto ciò che rende uno shonen [manga] di successo", ad Akane, un'eroina non convenzionale che è essenzialmente una ragazza prodigio, rende già quest'ultimo personaggio avvincente. In una recensione per Multiversity Comics, Zach Wilkerson ha dato al primo capitolo un voto di 8,5, "immensamente affascinante e ben realizzato", lodando in particolare i disegni di Moue. Robbie Plesant dello stesso sito web ha elogiato fortemente la serie e i suoi disegni per essere riusciti a trasmettere il modo in cui il contegno e la voce di un interprete cambiano man mano che interpreta diversi personaggi, nonostante il manga sia un mezzo statico e privo di suoni.
Nel maggio 2022, Kota Mukaihara di Real Sound scrisse che Akane Banashi era pronto a diventare un successo dirompente. A suo avviso, anche se i progressi di Akane nel rakugo sembrano procedere in modo insolitamente veloce e senza intoppi, non avendo ancora affrontato una sfida difficile o fallito in qualcosa, questo permette ai lettori di seguire la sua crescita senza inutili stress. Mukaihara ha ipotizzato che, anche se questo potrebbe essere dovuto semplicemente al fatto che il manga era ancora nuovo e aveva bisogno di svilupparsi rapidamente per prendere slancio, sottolinea l'intelligenza di Akane e la profondità della sua determinazione e testimonia il fascino dei personaggi e l'abilità con cui è stata scritta la storia. Ha anche sostenuto che mentre la personalità estroversa e l'abilità senza precedenti di Akane la fanno sembrare un'anticonformista, la sua positività e la sua natura con i piedi per terra la rendono un personaggio simpatico. Il collega di Blackburn, Ben Sockol, ha elogiato i capitoli successivi della serie per aver "sovvertito il classico tropo dell'arco del torneo", trovando che Akane Banashi si sente fresco e diverso da qualsiasi altra cosa uscita su Weekly Shōnen Jump ed è uno dei manga più emozionanti attualmente in corso nella rivista al giugno 2022.
Un redattore di AnimeClick.it ha recensito il primo volume del manga, apprezzando la trama originale e il suo ritmo incalzante, il cast di personaggi definito come ottimo e una buona commistione di momenti seri e leggeri. Luca Cerutti di Magazine uBC Fumetti lo ha considerato un misto tra un manga sul rakugo e un manga sportivo per via delle numerose variazioni di inquadrature nelle tavole, inoltre ha gradito il carisma, la passione, la dedizione e l'ottimo senso sia del dramma che dell'umorismo.